# آيت بندق (بوتفردة)
آيت بندق هي إحدى مشيخات المملكة المغربية، تتبع جغرافيا لإقليم بني ملال وإداريًا لبوتفردة. يقدر عدد سكانها بـ 2110 نسمة حسب الإحصاء الرسمي للسكان والسكنى لسنة 2004.